# Eusidama minima
Eusidama minima is een hooiwagen uit de familie Assamiidae.